# Ворона на мосту
Ворона на мосту (полное название Ворона на мосту: история, рассказанная сэром Шурфом Лонли-Локли) — книга Макса Фрая, 4-я книга серии «Хроники Ехо».

## Аннотация
Вот вам история о Рыбнике, рыбаке и рыбке, и ещё о мокрой вороне, и о конце света заодно, и, если уж на то пошло, — о начале света; и как же хорошо, что у этого слова так много смыслов, как ни поверни, всё — правда. Рассказать об этом было почти невозможно, но если не совершать невозможное хотя бы иногда, жизнь человеческая утрачивает сокровенный смысл.
«Ворона на мосту» (четвёртая книга «Хроник Ехо») кладёт ещё один кирпичик в фундамент огромного, чарующего мира, созданного неуёмной фантазией писателя, ещё один мазок в пёстрое полотно страны снов.

## Сюжет
Роман повествует об истории из жизни сэра Шурфа Лонли-Локли, рассказанной им самим в кофейне Франка. Повествование охватывает период его жизни с детства и до последних решающих событий Войны за Кодекс, связанных с охотой на Великого магистра Лойсо Пондохву.